# 船上城
船上城（ふなげじょう）は、播磨国明石郡（兵庫県明石市新明町）にあった日本の城。明石川河口の西側、明石海峡に面した部分と明石川の湿地帯に築城された平城、水城である。

## 沿革
築城については二説あり、別所吉親が林ノ城として築いた、あるいは高山右近が船上城として築城したとされる。林ノ城が一旦廃城となり、その後右近が新たに築城しなおしたのではないかと考えられている。

### 林ノ城時代
永禄年間に三木城主別所氏の支城となり、別所長治の叔父別所吉親が築城したとされる。この城の城下にある浄蓮寺に別所吉親が本尊と伝わる観音像が安置されている。その後、大屋肥後守が城主となり天正6年（1578年）の三木合戦に織田信長方の稲田植元に占領され、天正8年（1580年）に蜂須賀正勝に与えられ、生駒政勝に城主が移り天正13年（1585年）に一旦廃城となった。

### 船上城時代
天正13年（1585年）に播磨国明石郡に6万石を与えられた高山右近は、高槻城から一旦枝吉城に入城し、船上城の築城と城下町の建設に取り掛かった。この時旧来の林ノ城を改修したのか、全く新しい城を築城したのかについては、『ひょうごの城紀行』では「新しい資料が発掘でもされない限りは決着されそうにない」としている。天正14年（1586年）には城と城下町は完成したのではないかと考えられている。
高山右近は武将で茶人で名築城家でもあったが、キリシタン大名でもあった。高槻城の周辺では領民のみならず僧侶までもがキリシタンとなっていたため、明石郡の寺院はなくなってしまうのではと危機感を覚えた僧侶達は、仏像を船に運んで秀吉の母大政所がいる大坂で窮状を訴えた。この時の様子をルイス・フロイスの『日本史』では、秀吉は「右近は領主としてそこで自由に振舞ってしかるべきである」と取りあわず、仏像は天王寺に移され、僧侶達は明石から追放されたとしている。城内にあったと思われている宝蔵寺は空き家となり教会として使用され外国人宣教師が数人常駐していた。『郷土の城ものがたり』によると高山右近が船上城に在城中に二千名が信者となったとある。

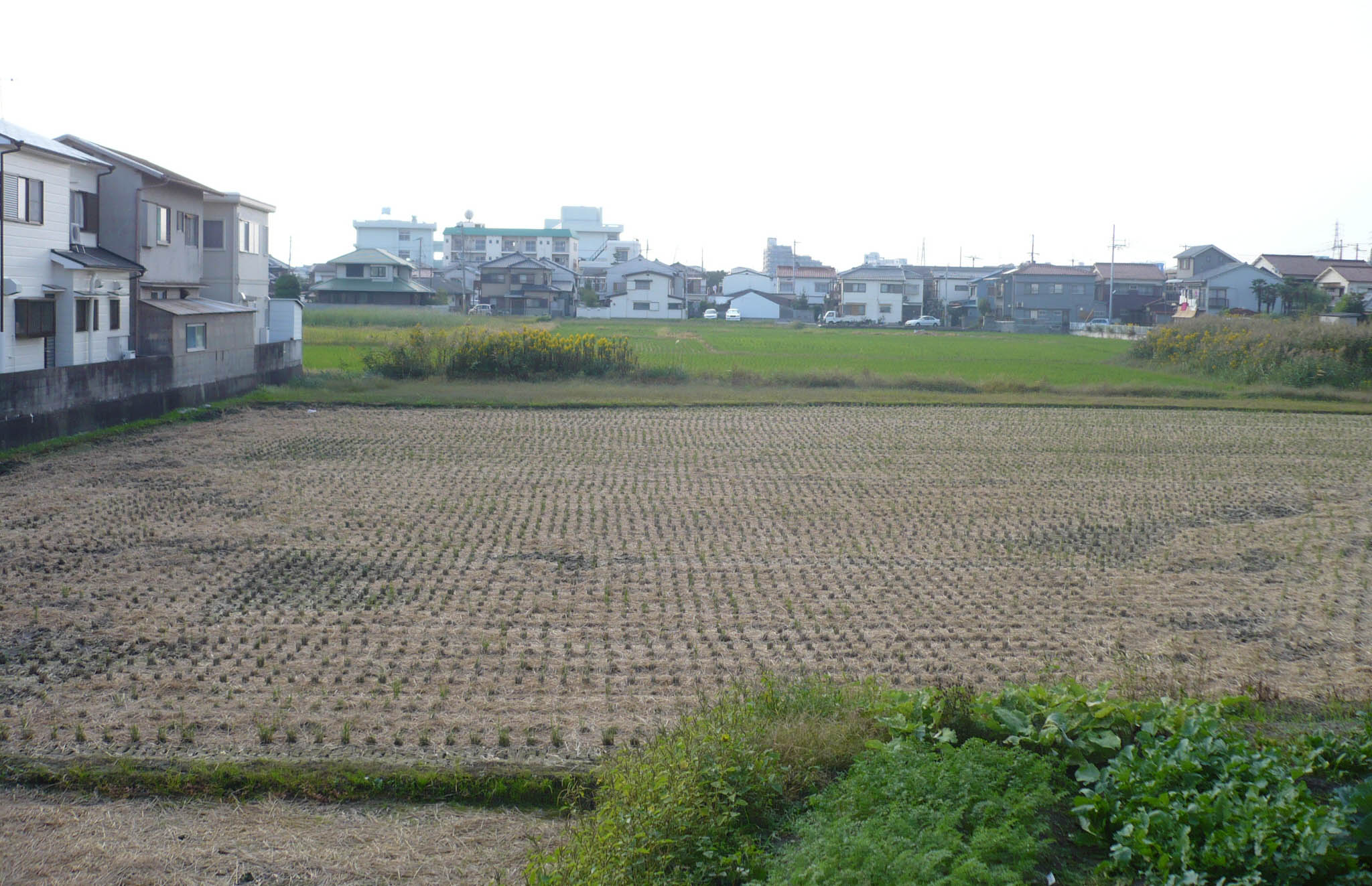
現在の本丸周辺の耕作地

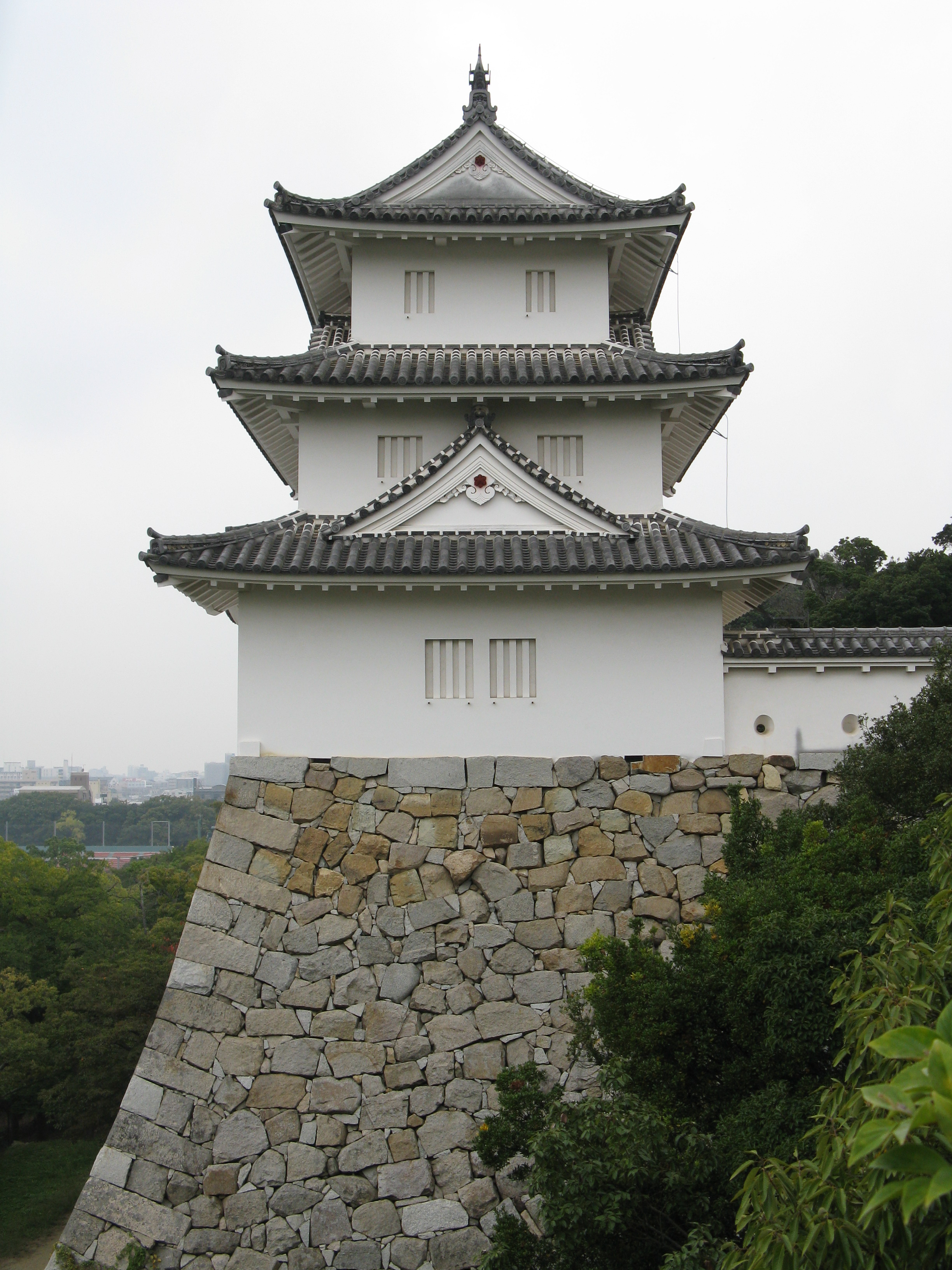
明石城の巽櫓/船上城の移築櫓と推定されている

船上城は水城でもあった。船上川の河口部に港を築き、秀吉から大船二艘（もしくは小舟二百艘との説もある）を与えられ、宣教師から便も含め、瀬戸内航路を利用して堺に行き来する貿易船の中継港としても使用されていた。
右近は天正15年（1587年）に発令されたバテレン追放令にともない追放されたが、船上城は秀吉の直轄領となり何人かの城番が置かれたようである。文禄元年（1592年）3月、肥前名護屋城に向かう秀吉が立ち寄ったと思われている。この時期城下町は東西に更に拡張されたと考えられる。
関ヶ原の戦いののち慶長6年（1601年）、播磨に池田輝政が移封され姫路城を居城とした。輝政は領内に7ヵ所の支城を置き、船上城は8男利政が城主となった。その後、慶長13年（1608年）には輝政の甥の由之が明石郡の4万石を治めた。
慶長20年（1615年）の大坂の陣で大坂城が落城すると、江戸幕府の「一国一城令」により船上城は支城としての機能を失った。翌元和2年（1616年）には池田光政は鳥取城に移封（鳥取藩）、代わって小笠原忠真が船上城に入城し明石藩が立藩された。元和5年（1619年）に明石城が築城されたため、船上城は廃城となった。

## 城郭

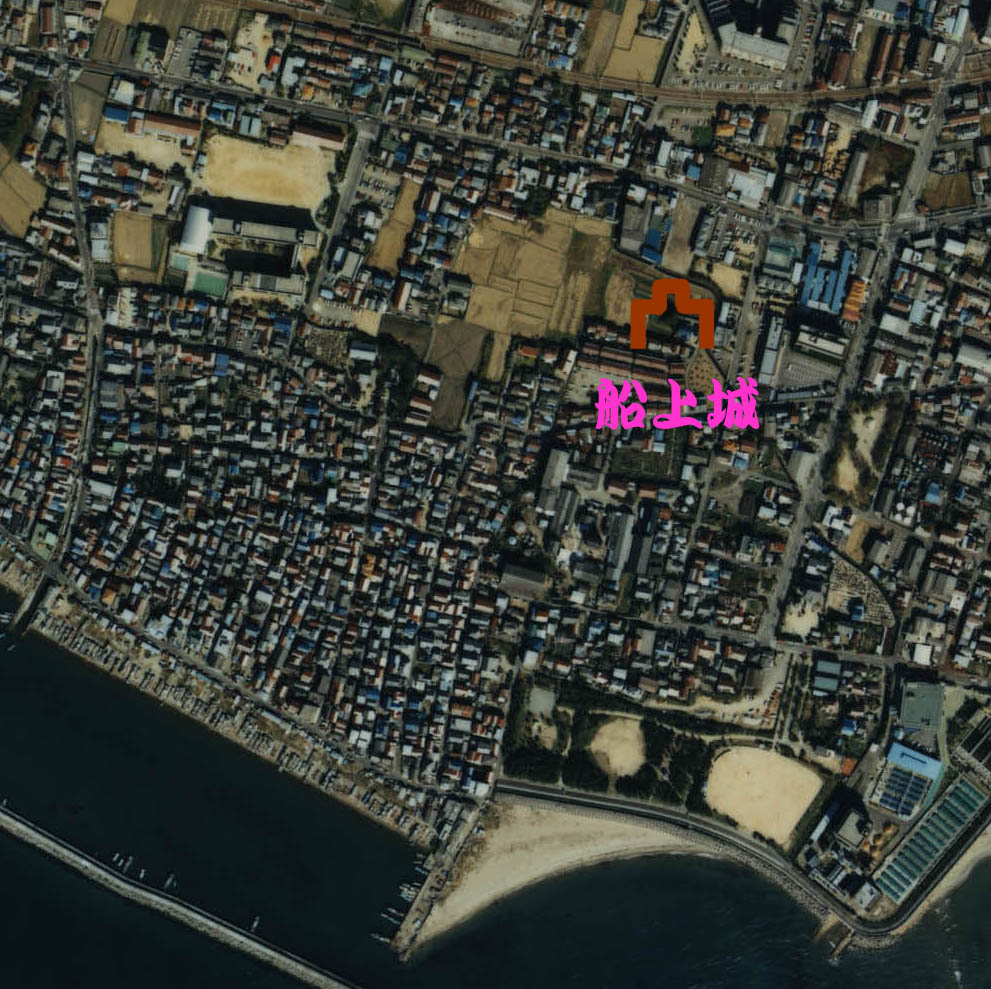
船上城の推定城郭部分/

当時の船上城の様子は天理図書館が所蔵している『慶長播磨国絵図』に「明石古城」として記載があり、また『小笠原忠真一代覚書』によれば大坂の役までの遺構として、門、塀、殿主（天守）がある。『ひょうごの城紀行』は船上城の天守は「二層の建物の上に望楼を取り付けた三層のものだったのではないか」と推測している。
現在の船上城跡はほとんどが宅地や農地になっており、高さ3mの小さい台地にある本丸跡、古城大明神の祠、船上城の説明看板があるのみである。戦前はこの台地もかなり広かったようであるが開発により急速に削られている。近くの船上西公園から本丸跡を眺めることができる。
明石城築城の際には、建築部材に船上城の部材を使用した（明石城の巽櫓は船上城の天守か櫓を移築したものと伝える）と言われている。また明石市指定文化財の織田家長屋門は、もと船上城の侍屋敷の長屋門であったと伝えられる。
| 旧地名   | 古城             | 門田                         | 獅子投丁                 | 田町屋敷             |
| -------- | ---------------- | ---------------------------- | ------------------------ | -------------------- |
| 推定遺構 | 本丸跡と思われる | 城門跡と思われる             | 城の大手門跡と思われる   | 侍屋敷跡と思われる   |
| 旧地名   | 寺田町           | 山王神社                     | 宝蔵寺                   | 古波場               |
| 推定遺構 | 寺町跡と思われる | 現在は林神社に合祀されている | キリスト教会に転用された | 水門、港跡と思われる |

### 発掘調査

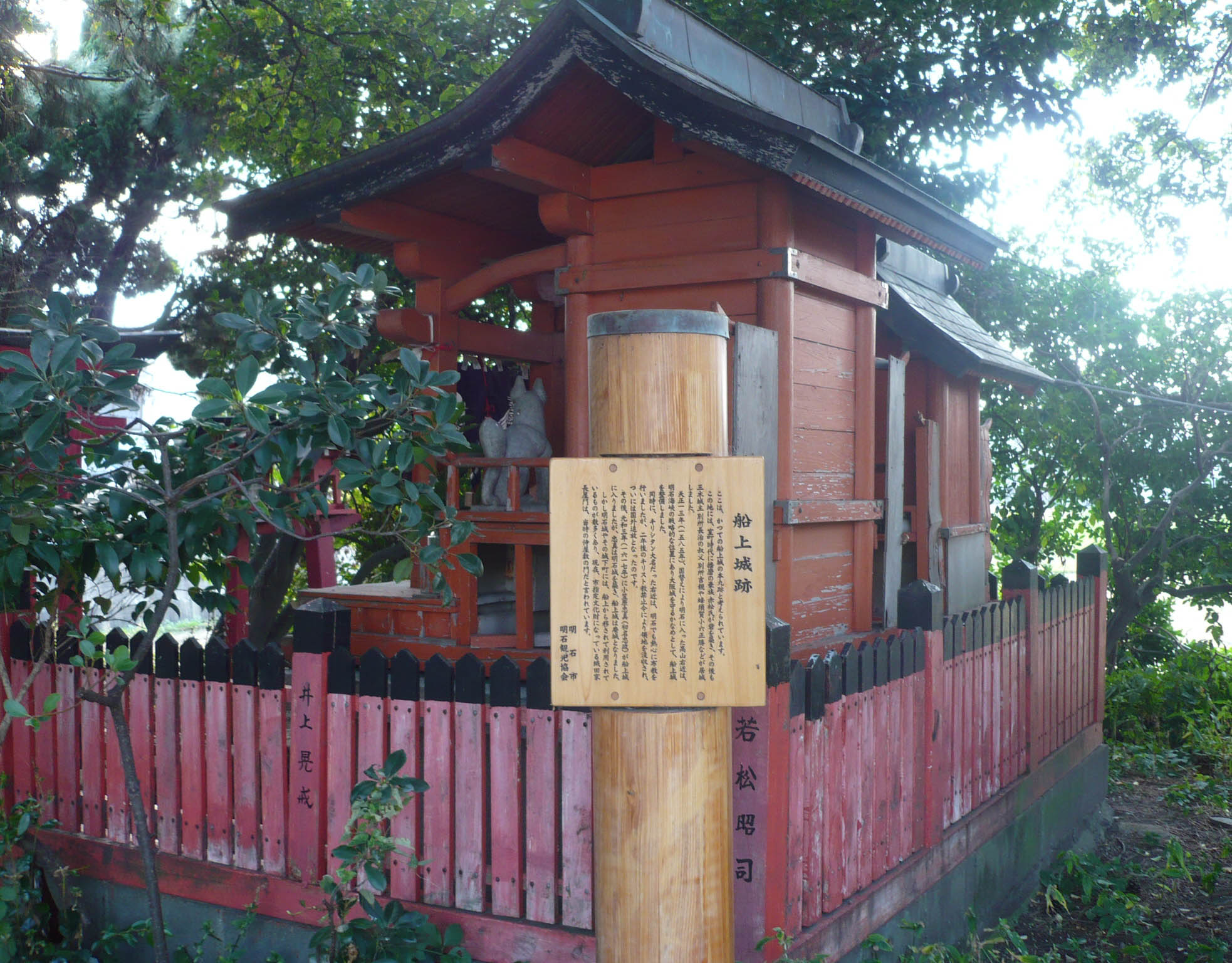
船上城の案内看板

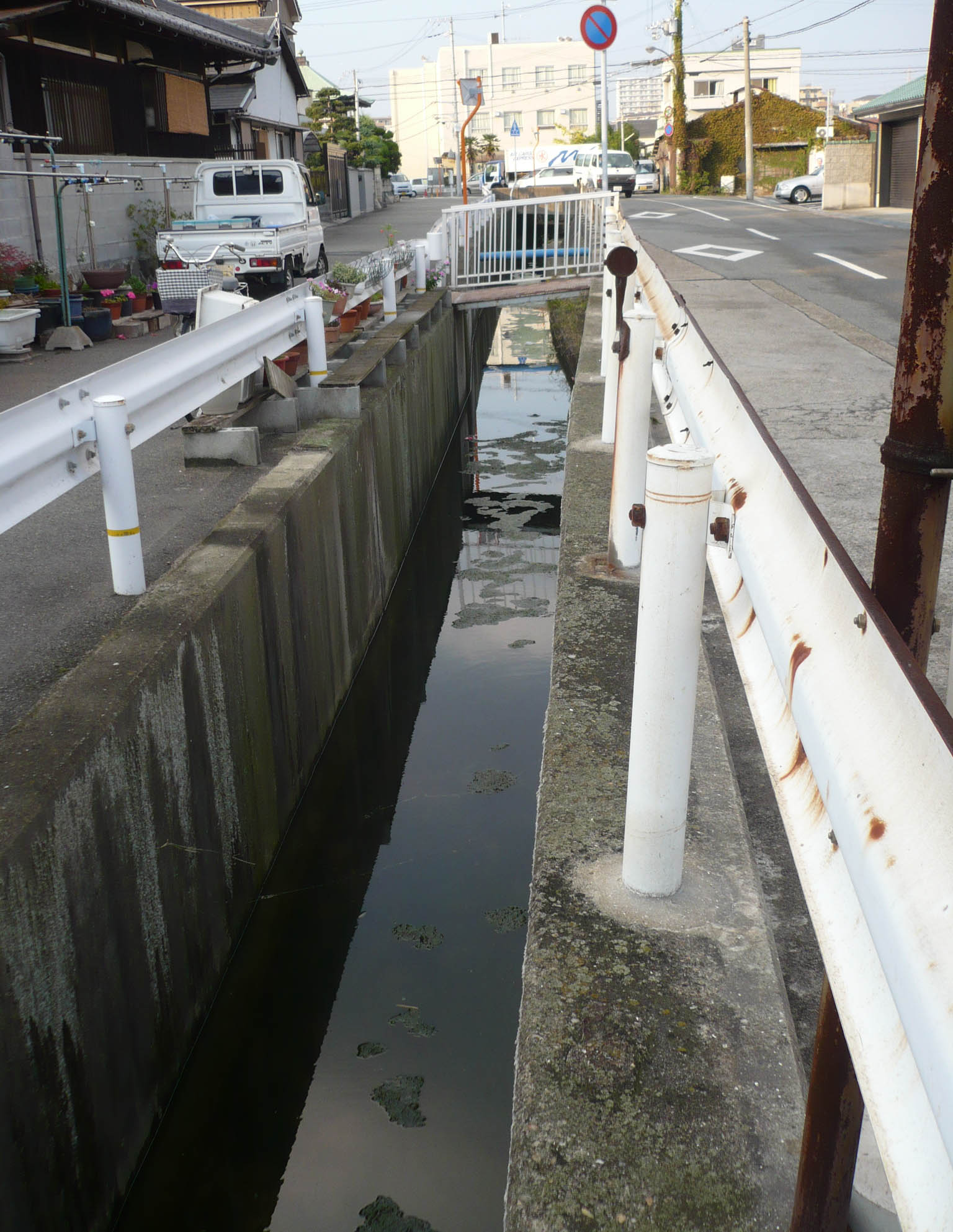
船上城の堀跡

周辺の開発に伴って何度か発掘調査が行われ、特に平成19年（2007年）に明石市教育委員会が実施した発掘調査では、武家屋敷と思われる遺構や磁器を含めた遺物2000点が出土した。武家屋敷の柱穴（約70cm）跡が2m間隔で南北に3棟分発掘された。また遺物に関しては江戸時代初期の織部焼や唐津焼、中国製磁器、江戸時代中期の寛永通宝などが入った棺おけや、「寺」の文字が刻まれた瓦が出土した。これにより明石市教育委員会では「廃城後も、寺が建設されるなど町として機能し続けていたのではないか」と推測している。

## アクセス
- 城跡周辺は私有地になっており地主により立ち入りが制限されている。

### 電車
- 山陽電気鉄道本線西新町駅→徒歩約10分

### 乗用車
- 第二神明道路大蔵谷IC→兵庫県道21号→兵庫県道52号→国道2号→兵庫県道718号
  - 周辺に駐車場無し